# Farzana Dua Elahe
Farzana Dua Elahe (bengali : ফরজানা দো্য়া এলাহে), née le 9 février 1990 dans le South London (Angleterre), est une actrice et disc jockey anglaise.

## Biographie

### Jeunesse
Farzana Dua Elahe naît le 9 février 1990 dans le South London (Angleterre). Elle étudie à la BRIT School de Londres.

### Carrière musicale
Fin 2010, Farzana Dua Elahe se fait remarquer dans les discothèques britanniques, notamment londoniennes où elle réalise des concerts. Elle mixe ensuite dans des discothèques à l'étranger. Début 2012, elle rencontre Lauren Elle en mixant lors du même événement et se réunissent pour former un duo londonien (DJ/productrice), Habit To Others,.
Le duo joue de la deep house, de la deep techno, de la house et du disco et est influencé par le UK garage, l'acid house, la techno hardcore, le drum and bass et le jungle. Il joue actuellement en concert à travers Londres : London Club night Connected, McQueens Shoreditch, Cable, Hidden, Brickhouse, Es Vive Ibiza, THAT Club, Café de Paris, Guatama Bar, Boho Bar, Friends of Mine Bar, Whitehouse Clapham, Bedrock, Factory et Fashion Cafe Dubai.

## Filmographie

### Télévision
| Année | Titre                         | Rôle             | Notes       |
| ----- | ----------------------------- | ---------------- | ----------- |
| 2004  | England Expects               | Shahinara        | Téléfilm    |
|       | Murder Investigation Team     | Amila            | 1 épisode   |
| 2006  | Doctors                       | Kameela Hassan   | 1 épisode   |
| 2006  | The Bill                      | Kareena Ravat    | 1 épisode   |
| 2007  | Les Graines de la colère      | Aisha            | Téléfilm    |
| 2007  | The Omid Djalili Show         | Mona             | 2 épisodes  |
| 2008  | Holby City                    | Uzma Butt        | 1 épisode   |
| 2009  | Inspecteur Lewis              | Leyla Adan       | 1 épisode   |
| 2009  | EastEnders                    | Parveen Abbasi   | 4 épisodes  |
| 2010  | Married Single Other          | Charlie          | 1 épisode   |
| 2011  | Affaires non classées         | DC Sophie Razvi  | 2 épisodes  |
| 2012  | BBC Janala Mojay Mojay Shekha | Raisa            | 16 épisodes |
| 2013  | Broadchurch                   | Professeur       | 1 épisode   |
| 2014  | The Smoke                     | Infirmière Julia | 1 épisode   |
| 2014  | Le Transporteur               | Daria Tilissi    | 1 épisode   |
| 2015  | Le Code du Tueur              | Tania Patel      | 2 épisodes  |

### Cinéma
| Année | Titre                                  | Rôle                 | Notes         |
| ----- | -------------------------------------- | -------------------- | ------------- |
| 2005  | Spit                                   | Samira               | Second rôle   |
| 2007  | Saxon                                  | Nadima               | Second rôle   |
| 2010  | Prince of Persia : Les Sables du Temps | Domestique de Tamina | Second rôle   |
| 2011  | Everywhere and Nowhere                 | Nadia                | Second rôle   |
| 2012  | For Zeta                               | Zeta                 | Court-métrage |
| 2014  | Les Recettes du bonheur                | Mahira Kadam         | Second rôle   |

## Théâtre
| Année | Titre                                      | Rôle            | Lieu de représentation                          |
| ----- | ------------------------------------------ | --------------- | ----------------------------------------------- |
| 2001  | Family Ties                                | Katy            | The Greenwhich Theatre                          |
| 2002  | Fresh Start                                | Troupe          | The Round House                                 |
| 2003  | Dust                                       | Flavia          | Albany Theatre                                  |
| 2004  | Laters                                     | Jade            | Angelic Theatre Company                         |
| 2006  | The Pilgrimage                             | Mermer          | Young Vic                                       |
| 2006  | Citizenship                                | Kerry           | Royal National Theatre                          |
| 2006  | Burn                                       | Sita            | Royal National Theatre                          |
| 2006  | Catch                                      | Jade / Fatima   | Royal Court Theatre                             |
| 2008  | Testing the Echo                           | Muna / Jasminka | Out of Joint Theatre Company / Tricycle Theatre |
| 2009  | What Fatima Did                            | Aisha           | Hampstead Theatre                               |
| 2013  | Open Court                                 | Amina           | Royal Court Theatre                             |
| 2013  | The President Has Come To See You          | Shorena         | Royal Court Theatre                             |
| 2013  | Pigeons                                    | Ameena          | Royal Court Theatre                             |
| 2013  | Untitled Matriarch Play (or Seven Sisters) | Beckah          | Royal Court Theatre                             |

## Radio
| Année | Titre                               | Rôle               | Station     |
| ----- | ----------------------------------- | ------------------ | ----------- |
| 2010  | Saison de la migration vers le nord | Hosna Bint Mahmoud | BBC Radio 3 |